# Amt Fürstenberg
Das Amt Fürstenberg war ein 1992 gebildetes Amt im Land Brandenburg, in dem sich zehn Gemeinden im damaligen Kreis Gransee (heute Landkreis Oberhavel, Brandenburg) zu einem Verwaltungsverbund zusammengeschlossen hatten. Amtssitz war in der Stadt Fürstenberg/Havel. Das Amt Fürstenberg wurde 2003 aufgelöst. Es hatte Ende 2002 7269 Einwohner.

## Geographische Lage
Das Amt Fürstenberg grenzte im Norden an das Land Mecklenburg-Vorpommern, im Osten an das Amt Lychen, im Südosten an das Amt Templin-Land, im Süden an das Amt Zehdenick und Gemeinden und das Amt Gransee und Gemeinden und im Westen an das Amt Gransee und Gemeinden.

## Geschichte
Am 8. Juli 1992 erteilte der Minister des Innern des Landes Brandenburg seine Zustimmung zur Bildung des Amtes Fürstenberg, für dessen Zustandekommen der 21. Juli 1992 festgelegt wurde. Sitz der Amtsverwaltung war die Stadt Fürstenberg. Folgende zehn Gemeinden aus dem damaligen Kreis Gransee waren darin zusammengefasst in der Reihenfolge ihrer Nennung im Amtsblatt:
1. Himmelpfort
2. Altthymen
3. Steinförde
4. Zootzen
5. Bredereiche
6. Blumenow
7. Barsdorf
8. Tornow
9. Dannenwalde
10. Stadt Fürstenberg

Amt 31. Dezember 1992 hatte das Amt Fürstenberg 8042 Einwohner.
Am 30. Juli 2002 gab das Ministerium des Innern bekannt, dass es seine Zustimmung zur Eingliederung der Gemeinden Altthymen, Steinförde, Barsdorf, Tornow, Blumenow und Zootzen in die Stadt Fürstenberg/Havel gegeben hat. Die Eingliederung wurde jedoch erst zum 26. Oktober 2003 rechtswirksam. Zum 26. Oktober wurden auch die Gemeinden Bredereiche und Himmelpfort per Gesetz in die Stadt Fürstenberg/Havel eingegliedert. Das Amt Fürstenberg wurde aufgelöst und die Stadt Fürstenberg/Havel amtsfrei. Die Gemeinde Dannenwalde wurde dagegen in die Stadt Gransee eingegliedert und gehört nun zum Amt Gransee und Gemeinden.
Die Gemeinde Himmelpfort legte kommunale Verfassungsbeschwerde gegen ihre Eingliederung in die Stadt Fürstenberg/Havel beim Verfassungsgericht des Landes Brandenburg ein, die jedoch zurückgewiesen wurde.

## Amtsdirektor
Erster und einziger Amtsdirektor war Raimund Aymanns.

## Belege
1. 1 2  
Landesbetrieb für Datenverarbeitung und Statistik Land Brandenburg Historisches Gemeindeverzeichnis des Landes Brandenburg 1875 bis 2005 19.7 Landkreis Oberhavel PDF
2. ↑  
Bildung der Ämter Gransee und Gemeinden und Fürstenberg. Bekanntmachung des Ministers des Innern vom 30. Juni 1992. Amtsblatt für Brandenburg - Gemeinsames Ministerialblatt für das Land Brandenburg, 3. Jahrgang, Nummer 54, 31. Juli 1992, S. 967/8.
3. ↑  
Eingliederung der Gemeinden Altthymen, Steinförde, Barsdorf, Tornow, Blumenow und Zootzen in die Stadt Fürstenberg/Havel. Bekanntmachung des Ministeriums des Innern vom 30. Juli 2002. Amtsblatt für Brandenburg - Gemeinsames Ministerialblatt für das Land Brandenburg, 13. Jahrgang, Nummer 34, 14. August 2002, S. 694 PDF.
4. 1 2  
Fünftes Gesetz zur landesweiten Gemeindegebietsreform betreffend die Landkreise Barnim, Märkisch-Oderland, Oberhavel, Ostprignitz-Ruppin, Prignitz, Uckermark (5.GemGebRefGBbg) vom 24. März 2003 (Gesetz- und Verordnungsblatt für das Land Brandenburg, I (Gesetze), 2003, Nr. 05, S. 82), geändert durch Gesetz vom 1. Juli 2003 (Gesetz- und Verordnungsblatt für das Land Brandenburg, I (Gesetze), 2003, Nr. 10, S. 187)
5. ↑  
Kommunale Verfassungsbeschwerde der Gemeinde Himmelpfort gegen ihre Eingemeindung in die Stadt Fürstenberg/Havel
6. ↑  
SPD konfrontiert Fürstenbergs Bürgermeister mit Fragen zur Rückzahlung von Fördermitteln (Memento vom 20. April 2008 im Internet Archive)

## Anmerkung
1. ↑  Im Gegensatz zur Stadt Fürstenberg/Havel nannte sich das Amt lediglich Amt Fürstenberg.